# Conchita Martínez

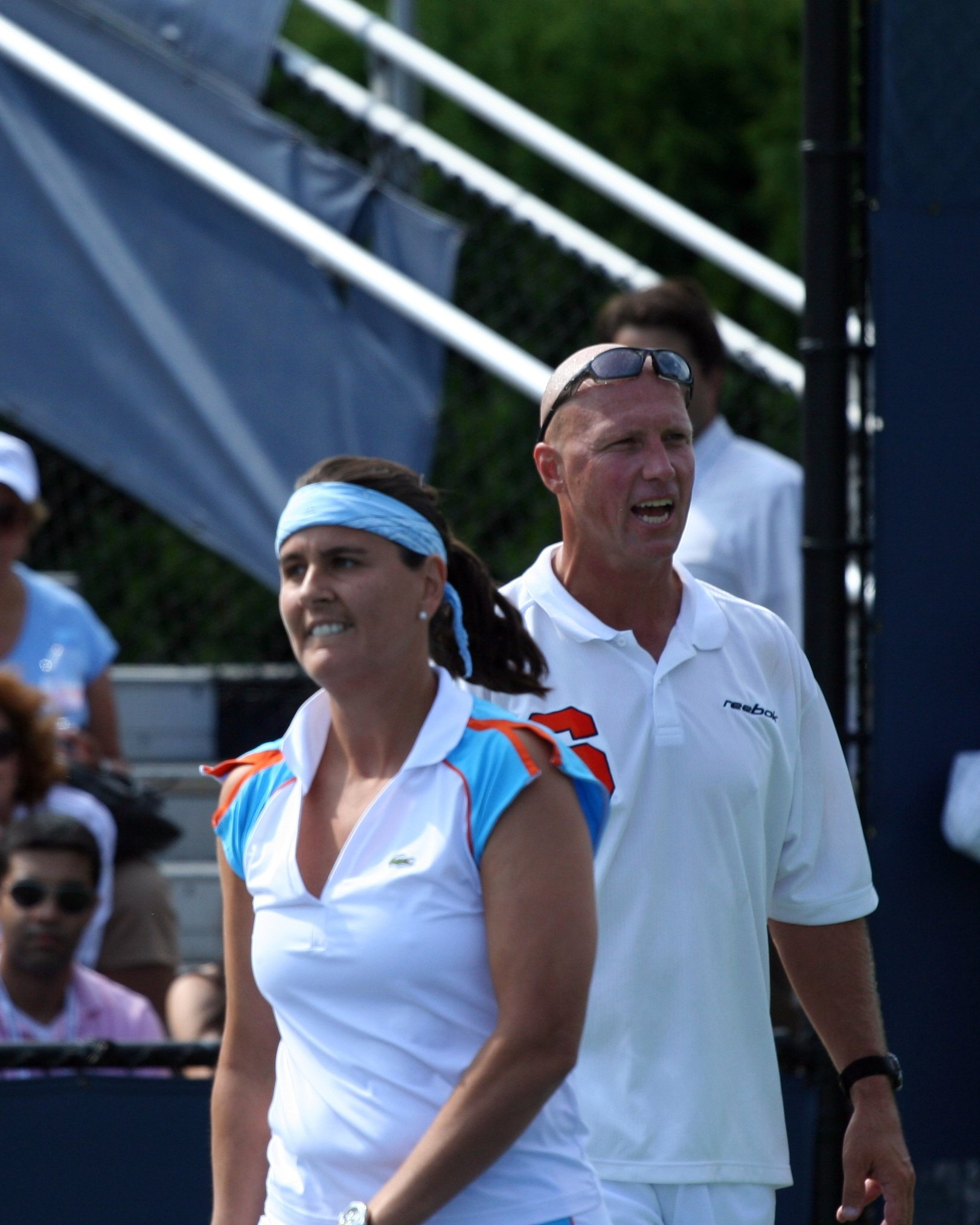
Conchita Martínez 2009

Concepción "Conchita" Martínez Bernat, född 16 april 1972 i Monzón i Huesca i Aragonien, är en spansk högerhänt tidigare professionell tennisspelare.
Conchita Martinez rankades bland de 10 bästa spelarna på WTA-touren nio gånger perioden 1989–2000 och 1995 var hon rankad nummer två. Hon vann under karriären 33 singel- och 13 dubbeltitlar på WTA-touren och fem på ITF-cirkusen. Sedan 1989 deltog hon regelbundet i Grand Slam-turneringar, och vann en singeltitel i (Wimbledonmästerskapen) och deltog i ytterligare fyra finaler, varav två i singel och två i dubbel. Hon har också vunnit singeltiteln i grusturneringen Italienska öppna fyra år i rad (1993–1996).

## Tenniskarriären
Conchita Martinez besegrade redan i slutet av 1980-talet och 1990-talets första två år i olika turneringar etablerade elitspelare som Sabatini och landsmaninnan Arantxa Sánchez Vicario. Som tjugoåring, 1992, nådde hon för första gången en GS-final (dubbel i Franska öppna). Året därpå, 1993, nådde hon semifinalen i Wimbledonmästerskapen. Samma år besegrade hon för första gången världsettan Steffi Graf, vilket skedde i finalen i en WTA-turnering i Philadelphia.
Conchita stora triumf kom i Wimbledonmästerskapen 1994. Hon nådde då finalen där hon mötte den nio-faldiga mästarinnan  Martina Navratilova. Trots att den då 38-åriga Martina Navratilova var favorit till segern, vann Martinez den jämna matchen med 6-4, 3-6, 6-3 och tog därmed titeln. År 1995 nådde Conchita Martinez semifinalen i alla fyra Grand Slam-turneringar, men hon lyckades inte nå final i någon av dem. År 1998 nådde hon semifinalen i Australiska öppna, där hon besegrade Lindsay Davenport. I den efterföljande finalen förlorade hon mot Martina Hingis (3-6, 3-6). Sin sista singelfinal spelade hon 2000 i Franska öppna. Hon fick där ge sig mot Mary Pierce som vann med (6-2, 7-5). Året därpå, 2001, spelade hon dubbelfinal i Franska öppna.
Conchita Martinez deltog i det spanska Fed Cup-laget 1988–1996, 1998, 2000–2004. Under den perioden noterade det spanska laget flera segrar, sista gången 1998 mot det schweiziska laget. Hon spelade en avgörande roll för den spanska slutsegern 1998 genom seger över Patty Schnyder. Totalt har hon spelat 91 matcher i Fed Cup och vunnit 68 av dessa.

## Spelaren och personen
Conchita var till och med mars 2006 aktiv på WTA-touren. Under de sista säsongerna, från 2000 har turneringsframgångarna varit få med bara en WTA-seger (2005 i Pattaya, Thailand). Hon besväras sedan 2004 av en skada i ena hälsenan. Den 15 april 2006 meddelade hon officiellt att hon upphör med tävlingsspel på WTA-touren.
Hon har många intressen vid sidan av tennisen. Bland andra idrotter tycker hon om att rida, spela golf och fotboll och att åka skidor. Förutom idrott intresserar hon sig för psykologi. Största delen av året bor hon i Spanien där hennes föräldrar och två bröder är bosatta, men är under delar av året bosatt i San Diego i Kalifornien.

## Grand Slam-titlar
- Wimbledonmästerskapen
  - Singel - 1994